# 1. Tennis-Bundesliga (Damen) 2009
Die Tennis-Bundesliga der Damen wurde 2009 zum elften Mal ausgetragen. Insgesamt waren sieben Mannschaften vertreten.

## Spieltage und Mannschaften
| Spieltage                                  |
| ------------------------------------------ |
| 1. Spieltag: So., 31. Mai 2009, 11:00 Uhr  |
| 2. Spieltag: Fr., 5. Juni 2009, 13:00 Uhr  |
| 3. Spieltag: So., 7. Juni 2009, 11:00 Uhr  |
| 4. Spieltag: So., 28. Juni 2009, 11:00 Uhr |
| 5. Spieltag: So., 5. Juli 2009, 11:00 Uhr  |
| 6. Spieltag: Fr., 10. Juli 2009, 13:00 Uhr |
| 7. Spieltag: So., 12. Juli 2009, 11:00 Uhr |

| Mannschaften              |
| ------------------------- |
| TC 1899 Blau-Weiss Berlin |
| TC Rüppurr Karlsruhe 1929 |
| TC WattExtra Bocholt      |
| TC Zamek Benrath          |
| TC ZWS Moers 08           |
| TEC Waldau                |
| TC Radolfzell             |

## Abschlusstabelle
|     | Mannschaft                | Begegnungen | Punkte | Matches | Sätze | Spiele  |
| --- | ------------------------- | ----------- | ------ | ------- | ----- | ------- |
| 01. | TC Zamek Benrath          | 6           | 12:0   | 36:18   | 79:42 | 569:442 |
| 02. | TEC Waldau                | 6           | 8:4    | 35:19   | 78:48 | 624:470 |
| 03. | TC ZWS Moers 08           | 6           | 8:4    | 25:29   | 58:69 | 562:555 |
| 04. | TC WattExtra Bocholt      | 6           | 6:6    | 31:23   | 65:56 | 518:516 |
| 05. | TC Rüppurr Karlsruhe 1929 | 6           | 4:8    | 26:28   | 60:67 | 552:564 |
| 06. | TC Radolfzell             | 6           | 4:8    | 23:31   | 58:67 | 504:569 |
| 07. | TC 1899 Blau-Weiss Berlin | 6           | 0:12   | 13:41   | 35:84 | 409:622 |

## Mannschaftskader
| Pos. | Name               |
| ---- | ------------------ |
| 1    | Alberta Brianti    |
| 2    | Eva Hrdinová       |
| 3    | Ágnes Szatmári     |
| 4    | Soledad Esperón    |
| 5    | Florencia Molinero |
| 6    | Anna Floris        |
| 7    | Elisa Balsamo      |
| 8    | Květa Peschke      |
| 9    | Libuše Průšová     |
| 10   | Jana Kandarr       |
| 11   | Vivien Weber       |
| 12   | Syna Schreiber     |
| 13   | Julia Wartenburger |
| 14   | Kim Niggemeyer     |
| 15   | Saskia Kohlhaas    |
| 16   |                    |

| Pos. | Name                 |
| ---- | -------------------- |
| 1    | Sybille Bammer       |
| 2    | Anna-Lena Grönefeld  |
| 3    | Edina Gallovits-Hall |
| 4    | Timea Bacsinszky     |
| 5    | Jarmila Gajdošová    |
| 6    | Ioana Raluca Olaru   |
| 7    | Stefanie Vögele      |
| 8    | Sofia Arvidsson      |
| 9    | Sandra Klösel        |
| 10   | Johanna Larsson      |
| 11   | Nathalie Vierin      |
| 12   | Stefanie Gehrlein    |
| 13   | Julija Bejhelsymer   |
| 14   | Laura Siegemund      |
| 15   | Melanie Klaffner     |
| 16   | Syna Kayser          |

| Pos. | Name                        |
| ---- | --------------------------- |
| 1    | Caroline Wozniacki          |
| 2    | María José Martínez Sánchez |
| 3    | Lucie Šafářová              |
| 4    | Nastassja Jakimawa          |
| 5    | Lourdes Domínguez Lino      |
| 6    | Nuria Llagostera Vives      |
| 7    | Klára Zakopalová            |
| 8    | Neuza Silva                 |
| 9    | Renata Voráčová             |
| 10   | Arantxa Parra Santonja      |
| 11   | Nicole Thijssen             |
| 12   | Chayenne Ewijk              |
| 13   | Marlot Meddens              |
| 14   | Amanda Hopmans              |
| 15   | Anna Winkelmann             |
| 16   |                             |

| Pos. | Name                       |
| ---- | -------------------------- |
| 1    | Agnieszka Radwańska        |
| 2    | Mara Santangelo            |
| 3    | Barbora Záhlavová-Strýcová |
| 4    | Urszula Radwańska          |
| 5    | Andrea Petković            |
| 6    | Stéphanie Foretz Gacon     |
| 7    | Julia Schruff              |
| 8    | Eva Birnerová              |
| 9    | Lilia Osterloh             |
| 10   | Gréta Arn                  |
| 11   | Margalita Chakhnashvili    |
| 12   | Vanessa Henke              |
| 13   | Andreea Ehritt-Vanc        |
| 14   | Hana Birnerová             |
| 15   | Deborah Danz               |
| 16   |                            |

| Pos. | Name                  |
| ---- | --------------------- |
| 1    | Kaia Kanepi           |
| 2    | Zwetana Pironkowa     |
| 3    | Patricia Mayr         |
| 4    | Jelena Kostanić Tošić |
| 5    | Maret Ani             |
| 6    | Jekaterina Bytschkowa |
| 7    | Michelle Gerards      |
| 8    | Tamaryn Hendler       |
| 9    | Sabine Klaschka       |
| 10   | Julia Babilon         |
| 11   | Marcella Koek         |
| 12   | Stanislava Hrozenská  |
| 13   | Laura Pous Tió        |
| 14   | Linda Sentis          |
| 15   | Sabine Krause         |
| 16   | Catrin Levers         |

| Pos. | Name              |
| ---- | ----------------- |
| 1    | Nadeschda Petrowa |
| 2    | Kristina Barrois  |
| 3    | Tatjana Maria     |
| 4    | Kirsten Flipkens  |
| 5    | Anne Kremer       |
| 6    | Yvonne Meusburger |
| 7    | Kristína Kučová   |
| 8    | Martina Müller    |
| 9    | Carmen Klaschka   |
| 10   | Lina Stančiūtė    |
| 11   | Eleni Daniilidou  |
| 12   | Claudine Schaul   |
| 13   | Jasmin Wöhr       |
| 14   | Antonia Matic     |
| 15   | Kim-Alena Twelker |
| 16   | Bonnie Becker     |

| Pos. | Name                  |
| ---- | --------------------- |
| 1    | Alissa Kleibanowa     |
| 2    | Tamarine Tanasugarn   |
| 3    | Roberta Vinci         |
| 4    | Pauline Parmentier    |
| 5    | Marta Domachowska     |
| 6    | Karin Knapp           |
| 7    | Angelique Kerber      |
| 8    | Sessil Karatantschewa |
| 9    | Kathrin Wörle         |
| 10   | Margit Ruutel         |
| 11   | Lenka Tvarovskova     |
| 12   | Zi Yan                |
| 13   | Sunitha Rao           |
| 14   | Biljana Pavlova       |
| 15   | Anastasia Wagner      |
| 16   | Martina Babakova      |

## Ergebnisse
Spielfreie Begegnungen werden nicht gelistet.
| Datum/Uhrzeit    | Heimmannschaft            | Gastmannschaft            | Matches | Sätze | Spiele  |
| ---------------- | ------------------------- | ------------------------- | ------- | ----- | ------- |
| So. 31.05. 11:00 | TC Zamek Benrath          | TC 1899 Blau-Weiss Berlin | 6:3     | 13:6  | 101:71  |
| So. 31.05. 11:00 | TC Radolfzell             | TEC Waldau                | 1:8     | 4:17  | 64:119  |
| So. 31.05. 11:00 | TC WattExtra Bocholt      | TC ZWS Moers 08           | 8:1     | 16:3  | 103:63  |
| Fr. 05.06. 13:00 | TC ZWS Moers 08           | TC Zamek Benrath          | 3:6     | 8:14  | 80:99   |
| Fr. 05.06. 13:00 | TC Radolfzell             | TC Rüppurr Karlsruhe 1929 | 4:5     | 11:11 | 105:111 |
| Fr. 05.06. 13:00 | TC 1899 Blau-Weiss Berlin | TC WattExtra Bocholt      | 2:7     | 5:14  | 70:99   |
| So. 07.06. 11:00 | TC Rüppurr Karlsruhe 1929 | TC ZWS Moers 08           | 4:5     | 9:12  | 77:100  |
| So. 07.06. 11:00 | TEC Waldau                | TC Zamek Benrath          | 3:6     | 6:12  | 75:86   |
| So. 07.06. 11:00 | TC 1899 Blau-Weiss Berlin | TC Radolfzell             | 2:7     | 5:14  | 59:97   |
| So. 28.06. 11:00 | TC WattExtra Bocholt      | TC Rüppurr Karlsruhe 1929 | 7:2     | 14:7  | 105:83  |
| So. 28.06. 11:00 | TC ZWS Moers 08           | TC Radolfzell             | 5:4     | 11:12 | 116:105 |
| So. 28.06. 11:00 | TEC Waldau                | TC 1899 Blau-Weiss Berlin | 7:2     | 14:8  | 107:76  |
| So. 05.07. 11:00 | TC Zamek Benrath          | TC WattExtra Bocholt      | 5:4     | 13:9  | 103:88  |
| So. 05.07. 11:00 | TC Rüppurr Karlsruhe 1929 | TEC Waldau                | 3:6     | 8:15  | 84:112  |
| So. 05.07. 11:00 | TC 1899 Blau-Weiss Berlin | TC ZWS Moers 08           | 3:6     | 7:13  | 68:105  |
| Fr. 10.07. 13:00 | TEC Waldau                | TC WattExtra Bocholt      | 7:2     | 15:5  | 108:62  |
| Fr. 10.07. 13:00 | TC Rüppurr Karlsruhe 1929 | TC 1899 Blau-Weiss Berlin | 8:1     | 16:4  | 113:65  |
| Fr. 10.07. 13:00 | TC Radolfzell             | TC Zamek Benrath          | 1:8     | 4:16  | 44:103  |
| So. 12.07. 11:00 | TC Zamek Benrath          | TC Rüppurr Karlsruhe 1929 | 5:4     | 11:9  | 77:84   |
| So. 12.07. 11:00 | TC ZWS Moers 08           | TEC Waldau                | 5:4     | 11:11 | 98:103  |
| So. 12.07. 11:00 | TC WattExtra Bocholt      | TC Radolfzell             | 3:6     | 7:13  | 61:89   |